# Operació Gabriel
L'Operació Gabriel va ser el nom en clau de la missió militar britànica a Ruanda com a part de la missió d'ajut de l'ONU dins de l'UNAMIR.
Immediatament després de la brutal guerra civil de Ruanda i del genocidi que la va seguir, aproximadament 650 tripulants de cinc brigades britàniques van acompanyar la Missió d'Assistència de l'ONU a Ruanda (UNAMIR) com a divisió de "l'Operació GABRIEL".
El 30 de juliol, cinc dies després de preparar-se a Aldershot, els elements avançats del contingent, liderats pel Batalló Logístic de la Brigada Aerotransportada "CO 5", van entrar als aeroports de Kigali als marges de la capital. Van arribar després de cent dies de batalla i assassinats que van endur-se la vida d'un milió d'homes, dones i nens.
Vint-i-tres ambulàncies de l'àmbit de paracaigudes "RAMC" (PFA) van establir ràpidament clíniques primàries de salut per als refugiats indefensos i van enfortir els tres hospitals operatius del país amb equips de salut mediambiental i equips quirúrgics per frenar l'expansió de la malaltia dins dels camps de refugiats que es trobaven en estat deplorable. Després de ser estacionat al nord de Ruanda durant un mes, el comandant de les forces militars, el Major General canadenc Romeo Dallaire, va tornar a desplegar vint-i-tres PFA per frenar l'evacuació massiva de refugiats a Zaire, situada a l'extrem sud del llac Kivu. Aquests PFA van ajudar a més de 125.000 civils durant quatre mesos.
Ruanda tenia un marc adequat per a aquesta àrea a Àfrica, però va ser destruïda després del conflicte. Els sapadors de nou esquadrons de paracaigudes RE van treballar per millorar i preservar les rutes fonamentals de carretera i disposar de sistemes sanitaris suficients per als camps de refugiats llunyans. Creant materials de construcció, van restaurar les clíniques del poble, van tornar a connectar les fonts d'alimentació a les ciutats i van substituirels diversos encreuaments estratègics dels rius derruïts en un conflicte anterior. Tot això per motivar als refugiats a tornar dels camps on les seves vides estaven en perill.
L'administració d'ajudes va ser facilitada i generalitzada de forma instantània pels esquadrons de seixanta tres Suports Aerotransportats Propers (Close Air Support) "RLC". Els soldats es van desplaçar a llocs remots amb 1.500 tones de material d'ajuda i van traslladar a 20.000 refugiats al teatre en un breu període. La guerra i les carreteres havien esgotat gran part de la flota de vehicles i equips d'utilitat, de transport i blindats de les Nacions Unides, que havien deixat abandonada a Ruanda.
Durant el desplegament, la protecció de la infanteria va ser donada per la companyia del 2n Batalló del Regiment Real de la Princesa de Gal·les. Les Unitats Contingents Addicionals consistia desglossadament en 30 Regiments de Senyal, 29 Regiments de Control de Moviments, 49 Eliminacions d'Ordenacions Explosives (EOD), RE, 9 Regiments de Subministrament, 160 Companyies Proveïdores i l'Equip Reial d'Especialistes Enginyers (STRE).
El servei del número 5 de la Brigada Aerotransportada a l'Operació Gabriel va durar fins al novembre de 1994, moment en què va ser retirat. D'aquí van sorgir onze honors, incloent la Wilkinson Sword of Peace (traduït al català com a Espasa de la Pau Wilkinson), concedida per reconèixer l'èxit del grup 5 de la Brigada Aerotransportada.